# Holoscotolemon granulatus
Holoscotolemon granulatus is een hooiwagen uit de familie Cladonychiidae.